# Dhundiraj Govind Phalke

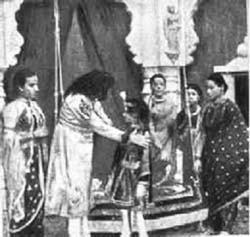
Image extraite de Raja Harishchandra, film de Dhundiraj Govind Phalke.

Dhundiraj Govind Phalke, également appelé Dadasaheb Phalke, est un réalisateur indien né le 30 avril 1870 à Trimbak et décédé le 16 février 1944 à Nashik. Il est considéré comme le père du cinéma indien.
Dhundiraj Govind Phalke est issu d'une famille brahmane du Maharashtra. Il est cultivé et partisan du mouvement swadeshi. Il va être à l'origine de la création du genre des films mythologiques.
Son premier film, Raja Harishchandra, est le premier film indien, en 1913, et est maintenant connu comme le premier long métrage de l'Inde. Il a réalisé 95 longs métrages et 27 courts métrages au cours de sa carrière, qui s'est étendue sur 19 ans, jusqu'en 1937. Ses œuvres les plus connues sont : Mohini Bhasmasur (1913), Satyavan Savitri (1914), Lanka Dahan (1917), Shri Krishna Janma (1918) et Kaliya Mardan (1919).
Un prix, qui porte son nom, est remis chaque année en Inde : le prix Dadasaheb Phalke.

## Filmographie
- 1911 : Ankurachi Wadh
- 1913 : Pithache Panje
- 1913 : Mohini Bhasmasur
- 1913 : Birth of a Pea Plant
- 1913 : Raja Harishchandra
- 1914 : Scenes of the River Godavari
- 1914 : Satyavan Savitri
- 1914 : Nasik Trimbak Yethil Dekhave
- 1915 : Talegaoncha Kach Karkhana
- 1916 : Swapna Vihar
- 1916 : Soulagnarasa
- 1916 : Laxmicha Galicha
- 1916 : Kelphanchya Jadu
- 1916 : Kartiki Purnima Utsav
- 1916 : Dhumrapaan Leela
- 1917 : Satyavadi Raja Harishchandra
- 1917 : Lanka Dahan
- 1917 : Dhandal Bhatjiche Gangasnaan
- 1917 : Chitrapat Kase Tayar Kartat
- 1917 : Agkadyanchi Mouj
- 1918 : Shri Krishna Janma
- 1918 : Krishna Janma
- 1919 : Wrestling and Athletic Tournaments, Poona 1919
- 1919 : Sinhasta Parvani
- 1919 : Kaliya Mardan
- 1922 : Sant Namdev
- 1922 : Rajrishi Ambarish
- 1922 : Patwardhan's Royal Circus
- 1922 : Gajandravache Bhagya
- 1923 : Mahananda
- 1923 : Jarasandha Vadha
- 1923 : Indian National Congress: 37th Session at Gaya
- 1923 : Guru Dronacharya
- 1923 : Buddha Dev
- 1923 : Bird's Eye View of Bodh Gaya
- 1923 : Babruwahan
- 1923 : Ashwathama
- 1924 : Vinchucha Dansha
- 1924 : Shivajichi Agryahun Sutaka
- 1924 : Municipal Elections
- 1925 : Vichitra Shilpa
- 1925 : Verulachi Korivleni
- 1925 : Vachan Bhang
- 1925 : Simantak Mani
- 1925 : Satyabhama
- 1925 : Khod Modli
- 1925 : Khandalyacha Ghat
- 1925 : Kakashebanchya Dolyat Jhanjhanit Anjan
- 1925 : Hidimb Bajkasur Vadha
- 1925 : Ganesh Utsav
- 1925 : Ellora caves
- 1925 : Chaturthicha Chanda
- 1926 : Sant Eknath
- 1926 : Nasik Panjarpole
- 1926 : Janaki Swayamvar
- 1926 : Dhanurbhanga
- 1926 : Bhakta Pralhad
- 1926 : Balaji Nimbalkar
- 1927 : Rukmini Haran
- 1927 : Rukamangada Mohini
- 1927 : Nala Damayanti
- 1927 : Hanuman Janma
- 1927 : Draupadi Vastraharan
- 1927 : Bhakta Sudama
- 1928 : Shri Krishna Shishtai
- 1928 : Parshuram
- 1928 : Kumari Millche Shuddhikaran
- 1928 : Bhakta Damaji
- 1929 : Vasantsena
- 1929 : Sant Mirabai
- 1929 : Malvikagni Mitra
- 1929 : Malti Madhav
- 1929 : Kacha Devayani
- 1929 : Chandrahasa
- 1929 : Bolki Tapeli
- 1932 : Setu Bandhan
- 1937 : Gangavataran